# Кисль, Терезия
Терезия Кисль (нем. Theresia Kiesl; р.26 октября 1963) урождённая Штёбих (нем. Stöbich) — австрийская легкоатлетка, призёр Олимпийских игр.
Терезия Кисль родилась в 1963 году в Зарлайнсбахе. В 1989—1993 годах была чемпионкой Австрии в беге на 800 м, в 1989, 1991, 1992, 1995 и 1997 — в беге на 1500 м. В 1992 году приняла участие в Олимпийских играх в Барселоне, но безуспешно. В 1996 году завоевала бронзовую медаль на Олимпийских играх в Атланте. В 1998 году выиграла чемпионат Европы в помещениях
В 1996 году Терезия Кисль получила почётный знак «За заслуги перед Австрийской Республикой».